# Theodorit
Theodorit (ukrainisch Теодорит, russisch Феодорит) wurde 1354 als Metropolit von Kiew und der ganzen Rus bezeichnet.

## Historischer Hintergrund
Seit 1321 gehörten der westliche Teil der Rus mit Kiew zum Großfürstentum Litauen. Der Metropolit von Kiew saß seit 1325 in Moskau. Für Litauen, Galizien und die westlichen Gebiete der Rus gab es seit 1291 einen eigenen Metropoliten (von Litauen bzw. Galizien).

## Leben
Über Herkunft und Leben von Theodorit gibt es kaum Angaben.
1352 wurde Theodorit erstmals in Konstantinopel erwähnt, nicht als Metropolit.
1354 wurde er als Metropolit von Kiew und der ganzen Rus bezeichnet. Die Hintergründe sind unklar.
1355 wurde Roman erstmals als Metropolit von Litauen in Konstantinopel erwähnt.
Über Theodorit gab es seitdem keine Informationen mehr.